# Batalla de Landeshut (1760)
La Batalla de Landeshut fue un combate librado el 23 de junio de 1760 durante la  tercera guerra de Silesia, durante la guerra de los Siete Años.
Un ejército prusiano de 12 000 hombres bajo el mando del general Heinrich August de la Motte Fouqué luchó contra un ejército austriaco de más de 28 000 hombres bajo el mando del general von Laudon y sufrió una derrota e hicieron prisionero a su comandante.